# Station Oborniki Wielkopolskie
Station Oborniki Wielkopolskie is een spoorwegstation in de Poolse plaats Oborniki.